# Dawson (Geòrgia)
Dawson és una població dels Estats Units a l'estat de Geòrgia. Segons el cens del 2000 tenia 5.058 habitants.

## Demografia
Segons el cens del 2000, Dawson tenia 5.058 habitants, 1.791 habitatges, i 1.276 famílies. La densitat de població era de 530,7 habitants per km².
Dels 1.791 habitatges en un 34,1% hi vivien nens de menys de 18 anys, en un 33,9% hi vivien parelles casades, en un 32,4% dones solteres, i en un 28,7% no eren unitats familiars. En el 25,6% dels habitatges hi vivien persones soles el 10,8% de les quals corresponia a persones de 65 anys o més que vivien soles. El nombre mitjà de persones vivint en cada habitatge era de 2,76 i el nombre mitjà de persones que vivien en cada família era de 3,29.
Per edats la població es repartia de la següent manera: un 30,3% tenia menys de 18 anys, un 11,1% entre 18 i 24, un 24,7% entre 25 i 44, un 19,9% de 45 a 60 i un 14% 65 anys o més.
L'edat mediana era de 33 anys. Per cada 100 dones de 18 o més anys hi havia 74,6 homes.
La renda mediana per habitatge era de 24.140 $ i la renda mediana per família de 25.511 $. Els homes tenien una renda mediana de 26.006 $ mentre que les dones 18.629 $. La renda per capita de la població era de 10.752 $. Entorn del 31,6% de les famílies i el 36,3% de la població estaven per davall del llindar de pobresa.

## Poblacions properes
El següent diagrama mostra les poblacions més properes.

## Personatges il·lustres
- Otis Redding (1941 – 1967), músic de soul